# Rio Prut
O rio Prut ou, aportuguesando, Prute (em ucraniano Прут) é um curso de água de 953 km de extensão que nasce nos Cárpatos, na Ucrânia, e flui pela região da Bucovina e em direção sul para desaguar no rio Danúbio nas proximidades da cidade de Galați.
O rio era conhecido na Antiguidade como Pireto ou Porata. Antes de 1940, à época da ocupação da Bessarábia e Bucovina setentrional pela União Soviética, o Prut situava-se quase inteiramente na Romênia. Atualmente, em 711 km constitui fronteira natural entre a região da Moldávia Romena e a República da Moldávia, e numa extensão menor entre Roménia e Ucrânia.